# Cromwell Stone
Cromwell Stone (fr. Cromwell Stone) – francuskojęzyczna seria komiksowa autorstwa niemieckiego rysownika i scenarzysty Andreasa Martensa, opublikowana przez wydawnictwo Delcourt w latach 1984–2004. Po polsku ukazała się zbiorczo w jednym tomie w 2007 roku nakładem wydawnictwa Egmont Polska w kolekcji "Plansze Europy".

## Fabuła
Seria rozgrywa się na przestrzeni kilku dekad pierwszej połowy XX wieku. Cromwell Stone jest jednym z pasażerów statku wypuszczonych na wolność po opanowaniu go przez zbuntowaną załogę. Okazuje się jednak, że w kolejnych latach ginie w tajemniczych okolicznościach większość z ocalałych. Stone przeczuwa, że może być następnym.

## Tomy
| Tom | Tytuł i rok wydania polskiego | Tytuł i rok wydania oryginalnego      | Uwagi                                                                                      |
| --- | ----------------------------- | ------------------------------------- | ------------------------------------------------------------------------------------------ |
| 1   | Cromwell Stone (2007)         | Cromwell Stone (1984)                 | Po polsku wszystkie tomy ukazały się w 2007 w jednym albumie zbiorczym pt. Cromwell Stone. |
| 2   | Powrót (2007)                 | Le Retour de Cromwell Stone (1994)    | Po polsku wszystkie tomy ukazały się w 2007 w jednym albumie zbiorczym pt. Cromwell Stone. |
| 3   | Testament (2007)              | Le Testament de Cromwell Stone (2004) | Po polsku wszystkie tomy ukazały się w 2007 w jednym albumie zbiorczym pt. Cromwell Stone. |